# 라틴 연합
라틴 연합(스페인어: Unión Latina, 포르투갈어: União Latina, 프랑스어: Union Latine, 이탈리아어: Unione Latina, 루마니아어: Uniunea Latină, 카탈루냐어: Unió Llatina)은 로망스어군에 속해 있는 언어를 공용어로 사용하는 나라들의 국제 기구로, 라틴어와 이의 영향을 받은 세계를 통합하는 주체성의 보호와 공통적인 문화 유산의 연구 및 증진을 목적으로 한다.
라틴 연합은 1954년 스페인 마드리드에서 창설되었으며 1983년에 국제 기구로 승격되었다.
창설 당시 회원국은 12개국이었으며 현재 전 세계 37개 회원국이 가입되어 있다.

## 회원국 자격
라틴 연합의 홈페이지에서는 다음과 같은 조건을 갖고 있는 나라에 대해 회원국 자격이 주어진다고 언급되어 있다.
- 언어의 기준
  - 로망스어를 공용어로 사용한다.
  - 로망스어가 교육에 사용된다.
  - 로망스어가 대중 매체나 일상 생활에서 일반적으로 사용된다.

- 언어 문화의 기준
  - 상당수의 로망스어 문학이 존재하고 있다.
  - 로망스어가 언론이나 출판에 사용된다.
  - 로망스어로 방송되는 프로그램이 텔레비전 방송에서 많은 비율을 차지한다.
  - 로망스어로 방송되는 라디오 프로그램이 광범위하게 방송된다.

- 문화의 기준
  - 직접적 혹은 간접적인 계승을 통해 남아 있는 고대 로마의 문화 유산에 대한 충실함과 불멸성이 주로 라틴어 교육을 통해 계승되어야 한다.
  - 로망스어를 이용한 문화 교육이 있어야 한다.
  - 다른 로망스어 국가 간의 교류가 있어야 한다.
  - 사회 단체, 특히 법률 수준의 기본적인 자유와 인권, 민주주의, 관용과 종교의 자유가 보장되어야 한다.

## 회원국
라틴 연합은 현재 다섯 개 대륙에 위치한 37개 회원국이 가입되어 있다. (회원국 목록은 로망스어군에 속해 있는 언어별로 분류한 것이다.)

### 루마니아어
- 루마니아
- 몰도바

### 스페인어
- 스페인
- 멕시코
- 필리핀
- 코스타리카
- 온두라스
- 엘살바도르
- 과테말라
- 니카라과
- 쿠바
- 도미니카 공화국
- 파나마
- 칠레
- 파라과이
- 우루과이
- 페루
- 베네수엘라
- 콜롬비아
- 에콰도르
- 볼리비아

### 이탈리아어
- 이탈리아
- 산마리노

### 카탈루냐어
- 안도라

### 포르투갈어
- 포르투갈
- 브라질
- 앙골라
- 모잠비크
- 기니비사우
- 카보베르데
- 상투메 프린시페
- 동티모르

### 프랑스어
- 프랑스
- 모나코
- 코트디부아르
- 세네갈
- 아이티

### 참관국
- 아르헨티나
- 로마 교황청
- 몰타 기사단

## 공용어
라틴어 연합은 루마니아어, 스페인어, 이탈리아어, 카탈루냐어, 포르투갈어, 프랑스어 여섯 개의 언어를 공식 언어로 사용한다.
다만 업무에서는 스페인어, 포르투갈어, 프랑스어, 이탈리아어 네 개의 언어가 사용되며 일반적인 문서 번역본에는 네 개의 언어와 루마니아어, 카탈루냐어가 추가로 번역되어 발행된다.

## 조직체
라틴어 연합은 회의, 행정부, 비서실 세 개의 조직체로 구성된다.

### 총회
라틴 연합의 총회는 모든 회원국을 대표하며 보통 2년에 한 번 열린다. 총회는 다음과 같은 역할을 한다.
- 라틴 연합의 예산을 배정한다.
- 라틴 연합의 일반적인 지침을 정의한다.
- 라틴 연합의 공식적인 신규 회원국을 받는다.
- 라틴 연합의 의장국과 부의장국 그리고 하부 조직체의 회원국을 투표를 통해 선출한다.

라틴 연합의 회장 1명과 부회장 2명은 총회의 투표를 통해 선출하는데, 현재 몰도바의 올레그 세레브리안이 라틴 연합의 회장을 맡고 있다.
라틴 연합의 총회는 연대 위원회, 후보국 위원회 두 개의 보조 위원회를 두고 있다.
- 연대 위원회는 10개의 회원국으로 구성되어 있으며 모든 회원국의 연대를 증진시키는 역할을 한다.
- 후보국 위원회는 9개의 회원국으로 구성되어 있으며 지리적, 언어적, 문화적인 부분을 고려하여 후보국의 타당성을 조사하는 역할을 한다.

### 행정부
라틴 연합의 행정부는 12개의 회원국과 1개의 의장국, 2개의 부의장국으로 구성되며 4년에 한 번씩 열리는 총회에서 투표를 통해 선출된다. 현재 안도라, 브라질, 에콰도르, 스페인, 프랑스, 이탈리아, 포르투갈, 루마니아, 세네갈, 우루과이, 베네수엘라가 회원국으로 선출되어 있다.
라틴 연합의 행정부는 두 개의 보조 위원회를 두고 있는데, 보조 위원회는 다음과 같이 구성되어 있다.
- 재정 계획 위원회
- 회원국 위원회

### 비서실
라틴 연합의 비서는 4년에 한 번씩 열리는 회의에서 라틴 연합의 사무총장이 임명한다.
비서는 프로그램의 집행을 담당하며 라틴어 연합의 회의와 행정부의 예산 및 일반적인 지침에 관한 문제에 대한 결정을 내린다.
라틴 연합의 사무총장은 네 개의 부서를 두고 있는데, 부서는 다음과 같이 구성되어 있다.
- 행정 및 재무 부서
- 문화 및 교류 부서
- 언어 촉진 및 교육 부서
- 전문 용어 및 언어 산업 부서

### 라틴 연합의 재정
라틴 연합의 재정은 주로 회원국이 의무적으로 내는 기부금을 통한 지원을 받고 있다. 다만 일부 활동에 대해서는 공적 혹은 사적인 기관의 협력을 통한 지원도 받고 있다.

## 같이 보기
- 포르투갈어 사용국 공동체
- 프랑코포니
- 로망스어군
- 라틴아메리카
- 라틴인